# Diego Hormigo
Diego Hormigo Iturralde (Sevilla, 16 de abril de 2003) es un futbolista español que juega como Defensa en el Granada C. F. de la Segunda División de España.

## Carrera
En la cantera sevillista desde prebenjamines, se convirtió en un asiduo en el juvenil donde jugó un total de 37 partidos y marcó 6 goles. En la temporada 2021-22 debutó con el Sevilla F. C. "C" en partido contra el C. D. Cabencese.
La temporada que estaban realizando tanto el Sevilla Atlético como el Sevilla F. C., hicieron que ascendiese de categoría e incluso que Sampaoli lo hiciese habitual en los entrenamientos del primer equipo. Con este último debutó en la última jornada de la temporada 2022-23. Llegó a jugar otros dos partidos y el 13 de agosto de 2025 fue traspasado al Granada C. F.

## Clubes
Actualizado al último partido disputado el 17 de mayo de 2025.
| Club              | País   | Periodo   | Partidos (goles) |
| ----------------- | ------ | --------- | ---------------- |
| Sevilla F. C. "C" | España | 2021-2022 | 8 (0)            |
| Sevilla Atlético  | España | 2023-2025 | 78 (5)           |
| Sevilla F. C.     | España | 2023-2025 | 3 (0)            |
| Granada C. F.     | España | 2025-     |                  |

## Palmarés

### Títulos nacionales
| Título             | Club             | País   | Año     |
| ------------------ | ---------------- | ------ | ------- |
| Segunda Federación | Sevilla Atlético | España | 2023-24 |

### Títulos internacionales
| Título                 | Club          | Sede    | Año     |
| ---------------------- | ------------- | ------- | ------- |
| Liga Europa de la UEFA | Sevilla F. C. | Hungría | 2022-23 |